# پالاوی آنو پالاوی
پالاوی آنو پالاوی (به کنادا: Pallavi Anu Pallavi) فیلمی محصول سال ۱۹۸۳ و به کارگردانی مانی راتنام است. در این فیلم بازیگرانی همچون آنیل کاپور، لاکشمی، کیران وایراله ایفای نقش کرده‌اند.